# Létající Čestmír
Létající Čestmír je šestidílný televizní seriál pro děti, který v koprodukci Československa a Západního Německa roku 1983 natočil režisér Václav Vorlíček. Seriál byl vysílán i ve Vietnamu, Mongolsku, Německu (Der fliegende Ferdinand), Polsku (Latający Czestmir), Maďarsku, Bulharsku.

## Děj
Hlavním hrdinou je žák Čestmír Trnka, který se díky prapodivnému a zázračnému meteoritu dostane na planetu květin. Odsud si přinese semínka dvou kouzelných květin. Díky jedné může létat, díky druhé vypadá na chvíli jako dospělý člověk.
Exteriéry seriálu byly natočeny v Mělníku a na zámku Štiřín. Seriál existuje ve dvou verzích, německé a české. Česká verze má 6 dílů po cca 45 minutách, německá 12 dílů po cca 30 minutách. Scény, kde se v záběru vyskytují nápisy, byly natočeny dvakrát, jednou v české a podruhé v německé mutaci. Některé záběry se vyskytují pouze v české verzi, v německé chybí.[zdroj⁠?!]

## Herecké obsazení
| Lukáš Bech        | žák Čestmír Trnka                                                     |
| Jan Kreidl        | žák David Pelc                                                        |
| Žaneta Fuchsová   | žačka Barbora Bartáková                                               |
| Antonín Kala      | žák Oskar Blecha                                                      |
| Vladimír Menšík   | Zbyněk Trnka, Čestmírův otec a správce Ústavu pro zdokonalení člověka |
| Zdena Hadrbolcová | Helena Trnková, Čestmírova matka                                      |
| Ivana Andrlová    | Zuzana Trnková, Čestmírova sestra a asistentka v Ústavu               |
| Petr Nárožný      | Bedřich Blecha, holič, Oskarův otec                                   |
| Iva Janžurová     | holička Blechová, Oskarova matka                                      |
| Ivan Vyskočil     | učitel Filip Janda                                                    |
| Jiří Sovák        | profesor Otakar Langmajer, ředitel Ústavu pro zdokonalení člověka     |
| Nelly Gaierová    | Otylka Langmajerová, jeho sestra                                      |
| Marie Rosůlková   | Cecilka Langmajerová, jeho sestra                                     |
| Jiřina Bohdalová  | učitelka Klepáčová                                                    |
| Stella Zázvorková | ředitelka školy                                                       |
| Martin Růžek      | profesor Ohlsson                                                      |
| Jiří Lábus        | žák David Pelc - jako dospělý                                         |
| Simona Stašová    | žačka Barbora Bartáková - jako dospělá                                |
| Viktor Král       | Otakar Langmajer - po omládnutí                                       |
| Alena Karešová    | vypravěčka (jen hlas)                                                 |

## Seznam epizod
1. Modrý kámen
2. Šest květináčů
3. Geniální rodina
4. Velký vezír
5. Rodina na větvi
6. Poslední květina

## Zázračné květiny
V seriálu se vyskytují tyto zázračné květiny:
- Létající květina - kdo si k ní přičichne, dokáže létat.
- Květina stárnutí - kdo si k ní přičichne, zestárne.
- Květina dobra - kdo si k ní přičichne, má touhu dělat ostatním radost, a to i na svůj vlastní úkor.
- Květina inteligence - kdo si k ní přičichne, stane se velmi inteligentním a získá mnoho vědomostí.
- Květina zdraví - kdo si k ní přičichne, tomu se vyléčí všechny nemoci včetně padání vlasů.
- Květina síly - kdo si k ní přičichne, má velkou fyzickou sílu.
- Květina sluchu - kdo si k ní přičichne, získá dobrý sluch. Například slyší rozhovory lidí i na velkou vzdálenost.
- Bílá květina - kdo si k ní přičichne, omládne do dětských let.

Účinek květiny zdraví a bílé květiny je trvalý, zatímco účinek ostatních květin po určité době zmizí.